# Roman Maikin
Roman Maikin (en rus Роман Майкин) (Sant Petersburg, 14 d'agost de 1990) és un ciclista rus, professional des del 2013 i actualment a l'equip Pingtan International Tourism Island Cycling Team.
El 2013 va ser suspès per sis mesos després de donar positiu per fenoterol al Campionat nacional en ruta.

## Palmarès
- 2013
  - Vencedor d'una etapa al Gran Premi de Sotxi
- 2015
  - Vencedor d'una etapa al Tour de Kuban
- 2016
  - Vencedor d'una etapa a la Volta a Estònia
  - Vencedor d'una etapa al Tour del Llemosí
- 2020
  - Vencedor d'una etapa a la Volta a Sèrbia
- 2022
  - Vencedor de 2 etapes a la Ho Chi Minh City TV Cup
- 2024
  - 1r al Tour de Huangshan i vencedor d'una etapa